# Creole Jazz Band

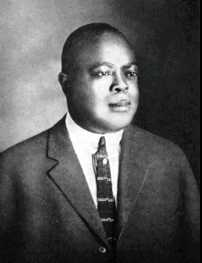
Photo du King Oliver.

Le Creole Jazz Band est un orchestre de jazz fondé par King Oliver (1885-1938), cornettiste et compositeur américain de jazz.
Le Creole Jazz Band de King Oliver comptait alors Baby Dodds à la batterie, Johnny Dodds à la clarinette, Honoré Dutrey au trombone, Bud Scot au banjo, Lil Hardin au piano et Bill Johnson à la basse. À la suite d'une tournée en Californie en 1922, Louis Armstrong se joignit au groupe qui fit une série d'enregistrements avant le départ de King Oliver en 1924.
Le nom du groupe a été repris par la suite, en hommage au groupe original.